# Lahnwiesen zwischen Burgsolms und Oberbiel
Lahnwiesen zwischen Burgsolms und Oberbiel este o arie protejată (arie specială de conservare — SAC, sit de importanță comunitară — SCI) din Germania întinsă pe o suprafață de 72,98 ha, integral pe uscat.

## Localizare
Centrul sitului Lahnwiesen zwischen Burgsolms und Oberbiel este situat la coordonatele 50°32′59″N 8°24′14″E / 50.5497°N 8.4039°E.

## Înființare
Situl Lahnwiesen zwischen Burgsolms und Oberbiel a fost declarat sit de importanță comunitară în noiembrie 2004 pentru a proteja 2 specii de animale. Situl a fost protejat și ca arie specială de conservare în martie 2008.

## Biodiversitate
Situată în ecoregiunea continentală, aria protejată conține 2 habitate naturale: Fânețe de joasă altitudine (Alopecurus pratensis, Sanguisorba officinalis), Păduri aluvionare cu Alnus glutinosa și Fraxinus excelsior (Alno-Padion, Alnion incanae, Salicion albae).
La baza desemnării sitului se află mai multe specii protejate de  nevertebrate (2): phengaris nausithous (Maculinea nausithous), Maculinea teleius.